# 擬議國家
擬議國家（英文：Proposed country；法文：État proposé）是指由學者、政治家或各種社會運動提議成為新國家，但目前尚未被成立為獨立國家的構想。就目前的擬議國家概念，多半的擬議國家都伴隨著統一主義、分離主義或聯合主義，進而提出國家構想。以下為現代擬議國家列表。

## 擬議國家列表

### 聯合方案

#### 祕魯-玻利維亞邦聯
秘魯-玻利維亞邦聯（西班牙文：Confederación Perú-Boliviana）是一個歷史國家，在1830年代短暫存在過，後因邦聯戰爭而解散。自該次解散後，秘魯與玻利維亞至今在無統一過。2011年，時任秘魯共和國總統奧良塔·烏馬拉與時任玻利維亞多民族國總統埃沃·莫拉萊斯提議兩國內閣舉行聯合會議，嘗試統一秘魯-玻利維亞邦聯，但仍未實現。

#### 海灣聯盟
海灣聯盟（阿拉伯文：اتحاد الخليج）是一個構想聯盟，由沙烏地阿拉伯王國國王萨勒曼·本·阿卜杜勒-阿齐兹·阿勒沙特於2012年提出的方案，是基於海灣阿拉伯國家合作委員會為基礎的提議，將成員國的巴林王國、科威特國、卡達國、沙烏地阿拉伯王國、阿曼蘇丹國及阿拉伯聯合酋長國合併組成一個政治實體的理想，但尚未實現。

#### 新俄羅斯人民共和國聯盟
新俄羅斯人民共和國聯盟（俄文：Новороссия Союз народных республик）是由頓涅茨克人民共和國和盧甘斯克人民共和國提議組成的聯盟。2014年，聯盟宣布成立，預計之後將新增哈爾科夫人民共和國、第尼伯彼得羅夫斯克人民共和國、敖德薩人民共和國、扎波羅熱人民共和國、赫爾松人民共和國、尼古拉耶夫人民共和國、蘇梅人民共和國及基洛沃格勒人民共和國，但聯盟僅組織一年，於2015年宣告解散。

### 統一方案

#### 賽普勒斯統一方案
賽普勒斯聯合共和國（希臘文：Ενωμένη Κυπριακή Δημοκρατία；土耳其文：Birleşik Kıbrıs Cumhuriyeti）是由聯合國提出的方案，旨在將賽普勒斯共和國與北賽普勒斯土耳其共和國兩個政治實體統一為一個國家，用以解決賽普勒斯長久的分裂問題，並將其命名為安南計劃。2004年，賽普勒斯共和國與北賽普勒斯土耳其共和國就安南計劃內容展開全賽普勒斯公投，雖然有65%的賽普勒斯土耳其人同意，但只有24%的賽普勒斯希臘人同意，最終以失敗告終。

#### 大哥倫比亞統一方案
大哥倫比亞共和國（西班牙文：República de Gran Colombia）是由時任委內瑞拉玻利瓦爾共和國總統烏戈·查維斯於2008年提出的政治構想，旨在將委內瑞拉玻利瓦爾共和國、哥倫比亞共和國、厄瓜多爾共和國及巴拿馬共和國合併重組大哥倫比亞。大哥倫比亞統一的計劃一旦實現，將成為僅次於大韓民國的世界第14大經濟體，以及僅次於墨西哥合眾國的第12人口大國，但時至今日，統一的計劃自玻利瓦爾革命後一直沒有實質進展。

#### 廬卡雅群島統一方案
廬卡雅群島聯邦（英文：Lucayan Archipelago Federation）是一個於2010年，由巴哈馬聯邦政府所提出的政治構想，其名稱「廬卡雅」是以當地的原住民廬卡雅民族命名，這項構想將原本受聯合王國統治的特克斯和凱科斯群島與巴哈馬聯邦合併成為新的國家，但在提案後，迄今仍未實現。

#### 中國統一方案
中國統一方案自兩岸分治以來，一直是一個爭議性的問題，中華人民共和國在鄧小平掌權後，首度提出一國兩制統一中國，而中華民國在蔣經國領導時期則提出三民主義統一中國的理念，但至今兩岸尚未統一。